# Shiho Sakanishi
Shiho Sakanishi, née le 6 décembre 1896 à Shioya dans le district d’Oshoro au Japon et morte le 14 janvier 1976 à Ōiso dans la préfecture de Kanagawa dans le même pays, est une critique, essayiste, académicienne, traductrice, autrice et bibliothécaire japonaise. Elle est la première citoyenne japonaise à occuper la fonction de bibliothécaire à la Bibliothèque du Congrès et est une critique notable de la place des femmes dans la société japonaise.

## Biographie
Shiho Sakanishi est née dans une famille rurale chrétienne. En 1921, elle s’inscrit à un examen organisé par l’American Women’s University Association, ce qui lui permet de s’inscrire au Wheaton College, au Massachusetts. Elle y est la première étudiante japonaise de l'histoire du collège et y obtient, quatre ans plus tard, un diplôme en art et esthétique.
Ne pouvant retourner au Japon en raison des retombées du séisme du Kantō de 1923, elle décide de rester aux États-Unis pour poursuivre ses études supérieures. En 1929, elle obtient un doctorat de l'université du Michigan,. Pendant l'année suivante, Sakanishi enseigne la langue anglaise au collège Hollins en Virginie, où elle occupe la fonction de professeure adjointe.
De 1930 à 1942, elle devient la première citoyenne d’origine japonaise à y occuper la fonction de bibliothécaire à la Bibliothèque du Congrès. Elle y occupe d’abord le poste d’assistante au chef de la division de la littérature chinoise (qui deviendra la division Orientalia avant d’évoluer en l’actuelle division Asiatique), de directrice de cette même division à partir de 1935 et ensuite celui d’assistante en chef de la section japonaise de la division Orientalia,. Cette section est créée en 1938 pour couvrir la culture japonaise.
Sa contribution à la section japonaise est d’organiser le service de référence, opérer le catalogage de plus de 15 000 ouvrages japonais, faire l’acquisition de littérature japonaise, faire des ponts avec des organisations japonaises locales, assurer des fonds récurrents pour la section et plusieurs autres fonctions clés. La collection de la section japonaise, durant son passage, passe de 12 000 ouvrages à 34 000. Durant l’année 1941, elle prête assistance à Kenneth Landon (en), un expert des pays sud-asiatiques, dans l’effort de guerre contre les troupes japonaises.
En décembre 1941 et en raison des développements de la Seconde Guerre mondiale, notamment l’attaque de Pearl Harbor le 7 décembre 1941 et la déclaration de guerre des États-Unis envers le Japon le lendemain, elle est suspendue jusqu’en juin 1942. Pendant sa suspension, Sakanishi est détenue dans un camp de prisonniers japonais. En août 1942, elle obtient d’être rapatriée au Japon. Entre septembre et novembre 1945, Sakamishi sert brièvement sous le commandement du général MacArthur lors de l’Occupation américaine du Japon.